# 水手8號
水手8号探测器原计划与水手9号探测器一同前往火星探测。但由于发动机故障而重新坠入大气层，最终坠落在大西洋内。